# CETME Model L
CETME Model L — іспанська штурмова гвинтівка під набій 5,56×45 мм НАТО, розроблена наприкінці 1970-х років у державному науково-дослідному центрі стрілецької зброї CETME (Centro de Estudios Técnicos de Materiales Especiales), розташованому в Мадриді. Гвинтівка зберігає багато перевірених елементів конструкції, які інститут раніше використовував у своїх автоматичних гвинтівках CETME Model 58.
Зброя пройшла успішні випробування в 1981—1982 роках і була схвалена для серійного виробництва в 1984 році на заводі Empresa Nacional Santa Bárbara (нині Santa Bárbara Sistemas, інтегрована в підрозділ General Dynamics European Land Combat Systems). Модель L замінила CETME Model C під набій 7,62×51 мм НАТО, що перебувала на озброєнні іспанської армії, і перші гвинтівки були прийняті на озброєння в 1987 році, до того часу було розміщено замовлення приблизно на 60 000 одиниць. Починаючи з 1999 року Model L була здебільшого замінена ліцензійним варіантом Heckler & Koch G36E.

## Варіанти
Варіантом Model L є карабін Model LC, який має вкорочений ствол і складний металевий приклад, що робить його особливо придатним для користування офіцерами, силами спеціального призначення та поліції. Ці зміни також роблять використання зброї комфортнішим в закритих приміщеннях та транспорті. Однак цю версію не можна використовувати з багнетом або гвинтівковими гранатами.

## Оператори
- Іспанія
- Україна[3]

## Галерея

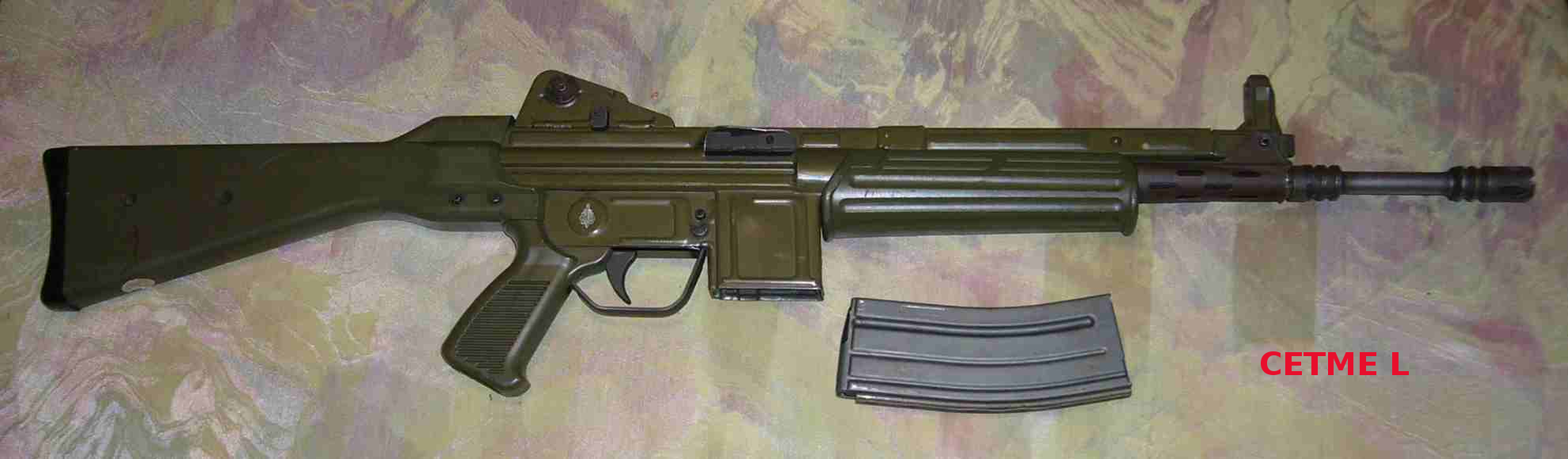
Права сторона
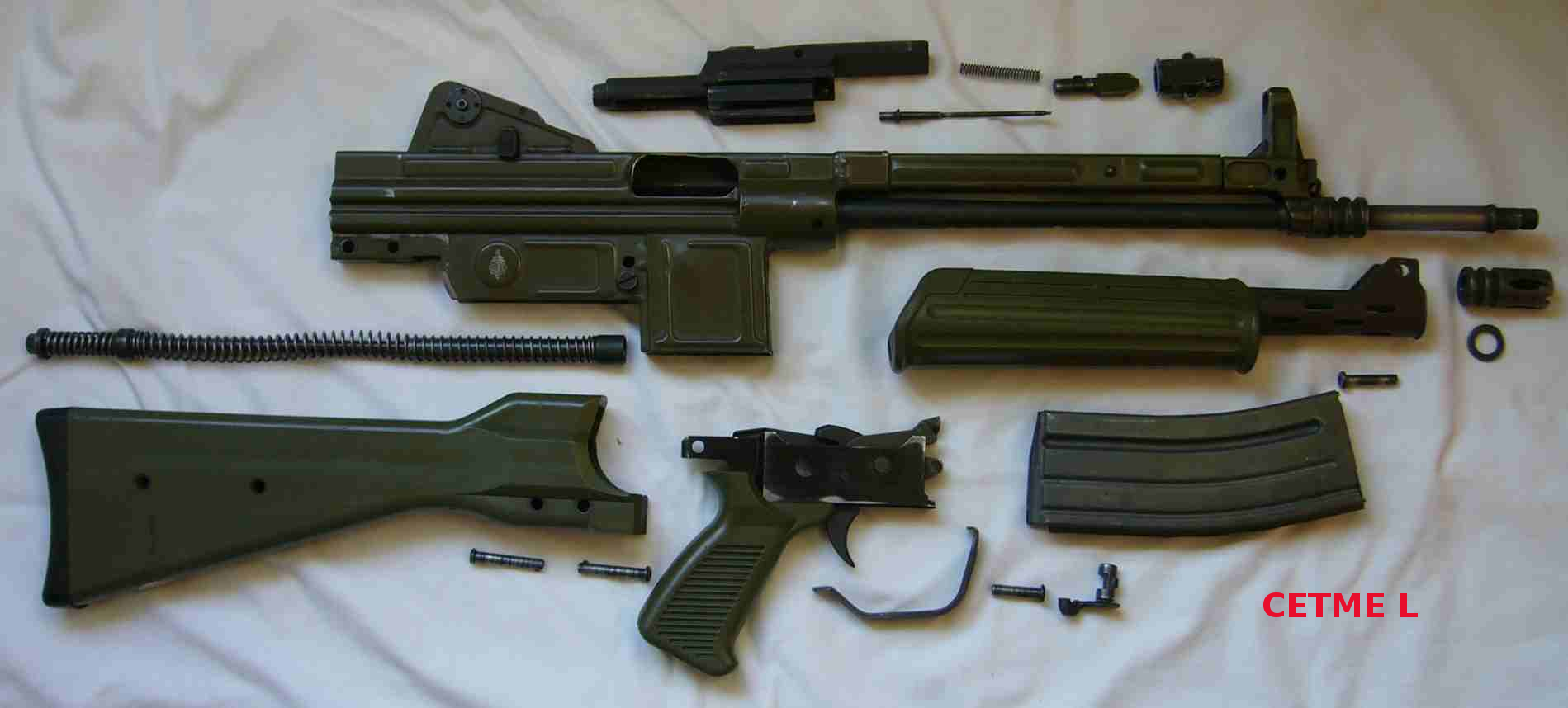
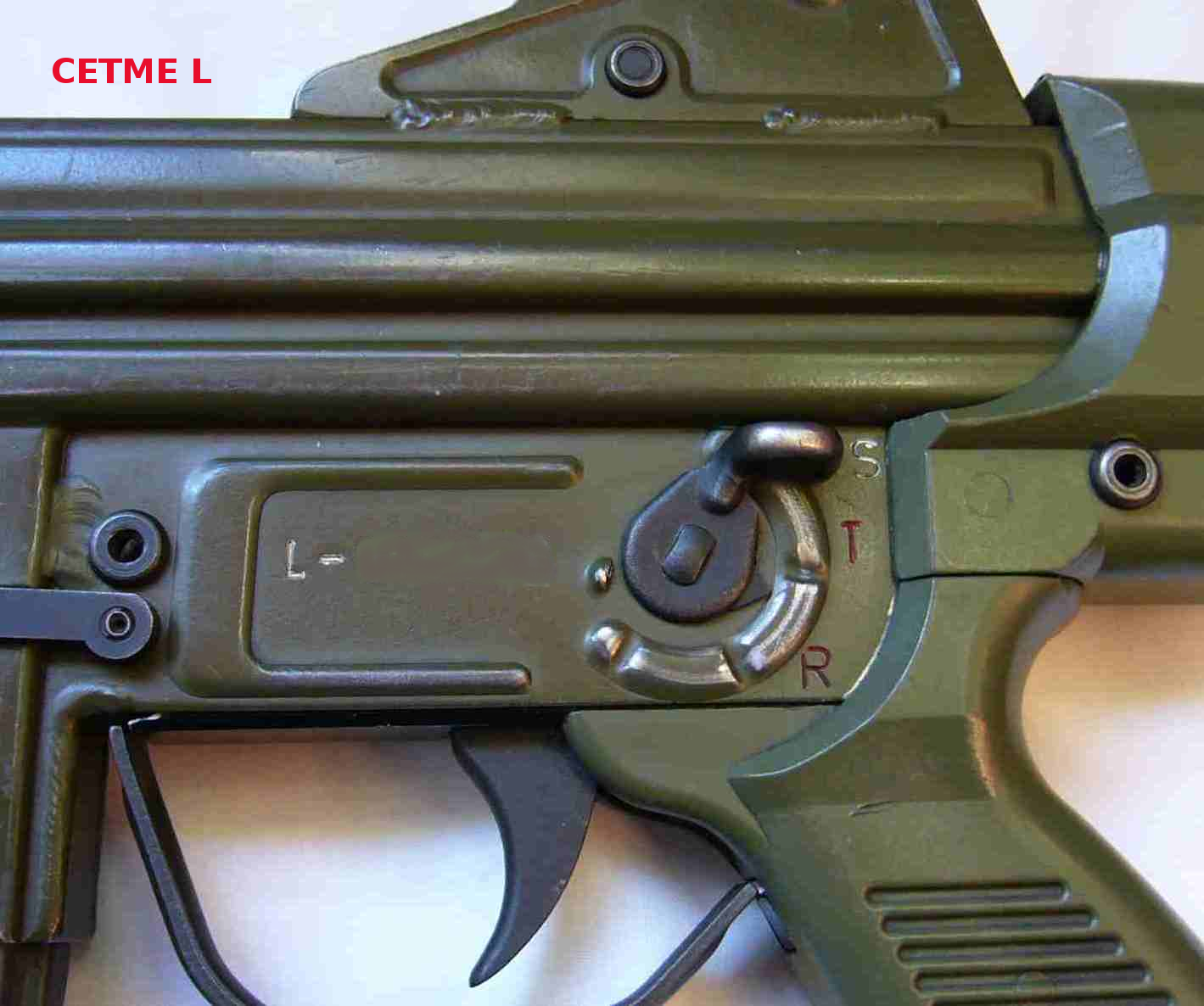
Перемикач вогню
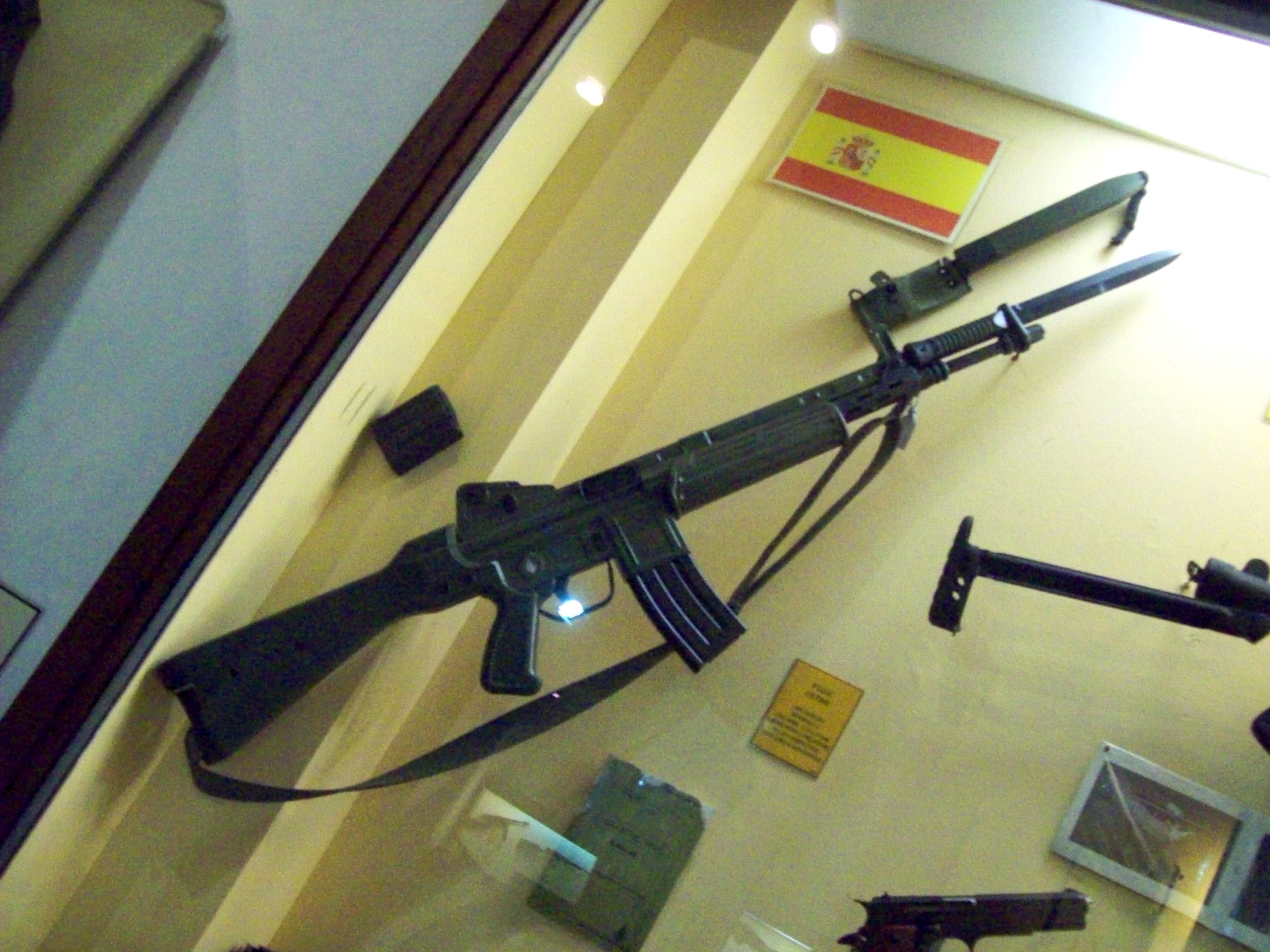
CETME Model L з багнетом
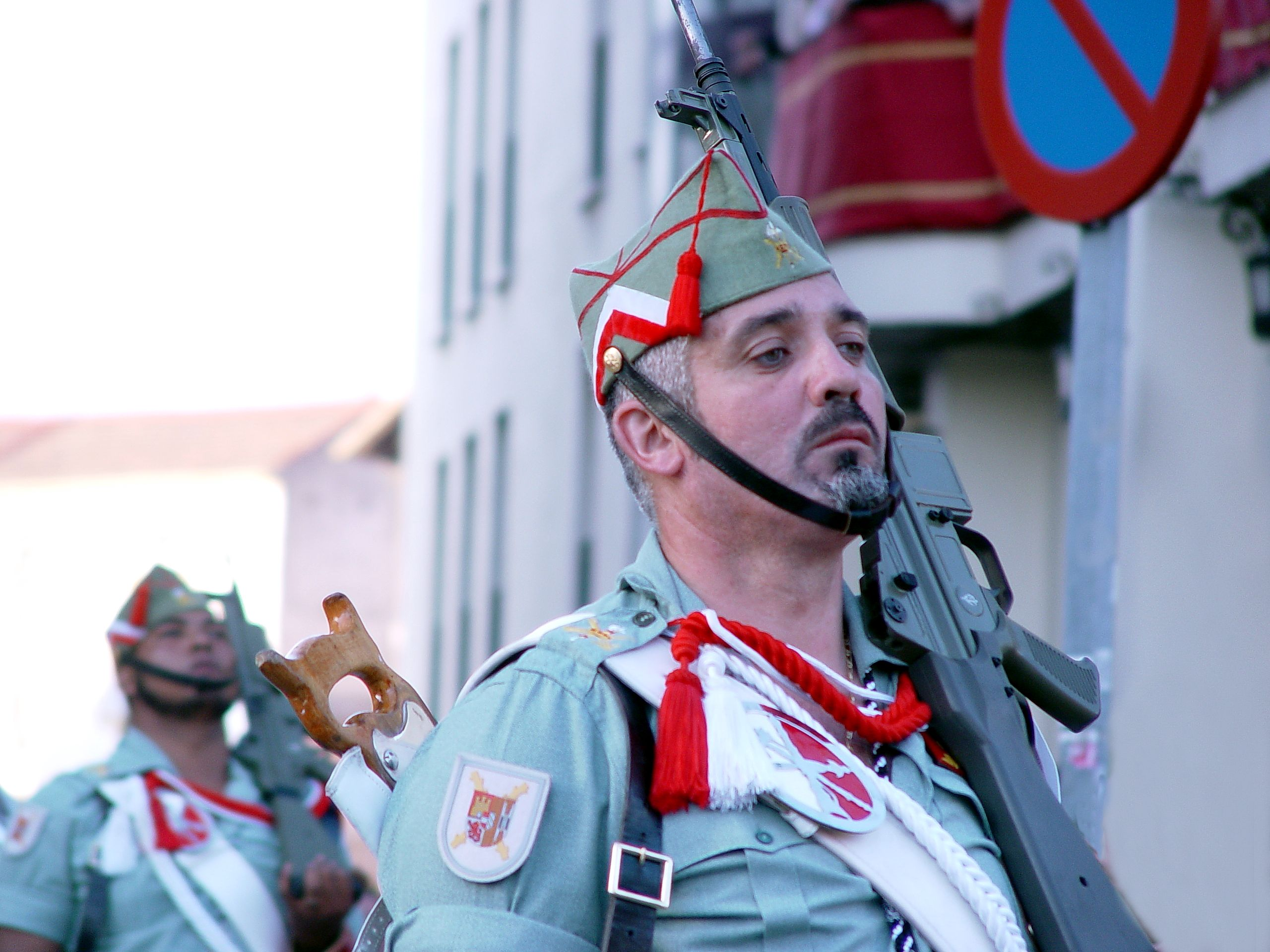
Іспанський легіонер з CETME Model L